# Beg Pardon
Beg Pardon è un cortometraggio muto del 1908 diretto da Gilbert M. 'Broncho Billy' Anderson.

## Produzione
Il film fu prodotto dalla Essanay Film Manufacturing Company.

## Distribuzione
Uscì nelle sale cinematografiche USA il 30 settembre 1908. Nelle proiezioni, veniva programmato con il sistema dello split reel, accorpato in un'unica bobina con un altro cortometraggio prodotto dall'Essanay, Soul Kiss.